# Blind Pig Records
Blind Pig Records — американський незалежний лейбл звукозапису, заснований 1973 року в Анн-Арборі, штат Мічиган власником «Blind Pig Cafe» Джеррі Дель Джудиче та його другом Едвардом Хмелевськи. Зараз лейбл базується у Сан-Франциско. Наприкінці 2000-х лейбл започаткував серію перевидань вінілових платівок з архіву власного каталогу на високоякісному вінілі.

## Історія заснування
На початку 1973 підприємці Том Ісайя та Джеррі Дель Джудиче відкрили в Анн-Арборі клуб/бар «Blind Pig Cafe» орієнтований на слухачів живого блюзу. Це був невеликий заклад, розрахований щонайбільше на 30 осіб. Дель Джудиче зосередив свою увагу на живій музиці, запрошував в Анн-Арбор легенд блюзу з Детройта, Чикаго та інших штатів. На якийсь час блюзовий гурт The Brooklyn Blue Busters став «домашнім гуртом» «Blind Pig», у неділю ввечері там грали класичні струнні квартети, а детройтський піаніст Бугі Вугі Ред виступав щопонеділка. На сцені клубу «Blind Pig» виступала низка визначних блюзових та традиційних виконавців: Отіс Раш, Коко Тейлор, Asleep At The Wheel, Рузвельт Сайкс, Роберт Локвуд-молодший, Майті Джо Янг, Джонні Шайнс, The Fabulous Thunderbirds, Біг Волтер Гортон, Бонні Рейтт, Едді Тейлор, Джиммі Роджерс та інші. Успіх цих виступів та ентузіазм публіки викликали бажання записати цю музику і представити її шанувальникам за межами клубу. Скромно започаткований у підвалі блюзового клубу в Анн-Арборі незалежний лейбл Blind Pig Records з часом перетворився на один з провідних блюзових лейблів.

## 1973—2015 роки
Першим релізом на Blind Pig Records став сингл гурту The Vipers 1973 року Далі лейбл привернув широку увагу завдяки записам блюзових майстрів Мадді Вотерса, Пайнтопа Перкінса, Джеймса Коттона, Снукі Прайора, Бадді Гая та Джуніора Веллса.
Найпопулярнішими релізами лейбла стали альбоми Біг Волтера Гортона Fine Cuts (1979), Бадді Гая та Джуніора Веллса Drinkin' TNT 'N' Smokin' Dynamite (1984), Лютера Еллісона Serious (1987), Чарлі Масселвайта The Harmonica According to Charlie Musselwhite (1994), Меджіка Сліма та The Teardrops Scufflin' (1996), Snakebite (2000), Елвіна Бішопа Gettin’ My Groove Back(2005). Також лейбл видавав новаторські роботи виконавців, що не належать до сфери блюзу, зокрема The Gospel Hummingbirds, Роя Чаббі Керріера, The Rounders та Преподобного Біллі К. Віртца.
Blind Pig Records продюсували та зберегли записи таких легенд блюзу як Біг Волтер Гортон, Г'юберт Самлін, Джонні Шайнс, Рузвельт Сайкс, Отіс Раш і Меджик Слім, Джеймс Коттон, Мадді Вотерс і Чарлі Масселвайт. Нове покоління зірок блюзу: Томмі Кастро, Біг Білл Морганфілд, Джон Немет, Деймон Фаулер, Віктор Вайнрайт, Білл Вайман, Рей Манзарек, Джеремі Спенсер і Commander Cody також привернули увагу продюсерів і співпрацювали з лейблом.

## Сучасний стан
2015 року каталог Blind Pig Records, зокрема історичні записи Мадді Вотерса, Меджіка Сліма, Чарлі Масселвайта та Джеймас Коттона, перейшов у власність The Orchard, підрозділу Sony Music. Водночас були передані права на заплановані 2015 року релізи Альберта Каммінгза, The Cash Box Kings, Віктора Вайнрайта, Зака Гармона та Andy T & Nick Nixon Band.
У 2017 році вийшов подвійний альбом-компіляція Blind Pig Records 40th Anniversary Collection, до якого увійшли треки виконавців, що записувалися для лейбла протягом багатьох років.

## Виконавці
| - Артур Адамс - Лютер Еллісон - Рене Остін - Кері Белл - Big James and the Chicago Playboys - Елвін Бішоп - Діна Богарт - Бугі Вугі Ред - Неппі Браун - Сара Браун - Нортон Баффало - Кріс Кейн - Едді К. Кемпбелл - Чаббі Керріер - The Cash Box Kings - Томмі Кастро - Chicago Rhythm & Blues Kings - Отіс Клей - Едді Клірвотер - Дебора Коулман - Коммандер Коді - Джоанна Коннор - Contino - Джеймс Коттон - Пі Ві Крейтон - Альберт Каммінгз - Деббі Девіс - Джонні Даєр | - Сена Ерхардт - Деймон Фаулер - Gospel Hummingbirds - Генрі Грей - Бадді Гай - Harper - Дейв Гоул - Біг Волтер Гортон - Ллойд Джонс - Пітер Карп - Peter Karp & Sue Foley - Smokin' Joe Kubek & Bnois King - Френкі Лі - Little Mike and the Tornadoes - Гамільтон Луміс - Меджик Слім і the Teardrops - Manzarek-Rogers Band - Боб Марголін - Коко Монтоя - Джон Муні - Біг Білл Морганфілд - Mr. B (Марк Браун) - Чарлі Масселвайт - Кенні Ніл - Джон Немет - Пайнтоп Перкінс - Білл Перрі - Rod Piazza & the Mighty Flyers | - Popa Chubby - Preacher Boy - Снукі Прайор - Єнк Рейчелл - Аль Рапоне - Робін Роджерс - Джиммі Роджерс - Рой Роджерс - The Rounders - Отіс Раш - Savoy Brown - E.C. Scott - Джонні Шайнс - Джордж «Гармоніка» Сміт - Віллі «Біг Айз» Сміт - Джеремі Спенсер - Studebaker John & The Hawks - Г'юберт Самлін - Рузвельт Сайкс - Джиммі Текері - Dr. Duke Tumatoe - Мадді Вотерс - Джуніор Веллс - Webb Wilder - Смокі Вілсон - Преп. Біллі К. Віртц - Мітч Вудс - Майті Джо Янг |